# Хосе Гарсія Рекена
Хосе Гарсія Рекена (ісп. José García Requena; 23 липня 1955 — 28 лютого 2014) — колишній іспанський тенісист.
Найвищу одиночну позицію світового рейтингу — 66 місце досяг 14 червня 1982, парну — 480 місце — 3 січня 1983 року.
Найвищим досягненням на турнірах Великого шолома було 2 коло в парному розряді.

## Титули на челленджерах

### Одиночний розряд: (1)
| W/L | Дата | Турнір            | Покриття | Суперник    | Рахунок       |
| --- | ---- | ----------------- | -------- | ----------- | ------------- |
| 1.  | 1981 | Layetano, Іспанія | Ґрунт    | Марк Діксон | 6–1, 6–7, 7–5 |